# Église de l'Invention-de-la-Sainte-Croix de Saint-Dalmas
Pour les articles homonymes, voir Église de l'Invention-de-la-Sainte-Croix.
L'église de l'Invention-de-la-Sainte-Croix, aussi appelée église de la Sainte-Croix, est une église catholique située à Saint-Dalmas du plan dans le village de Saint-Dalmas de Valdeblore dans les Alpes-Maritimes en France.

## Localisation
L'église est située dans le département français des Alpes-Maritimes, dans le village de Saint-Dalmas, sur la commune de Valdeblore.

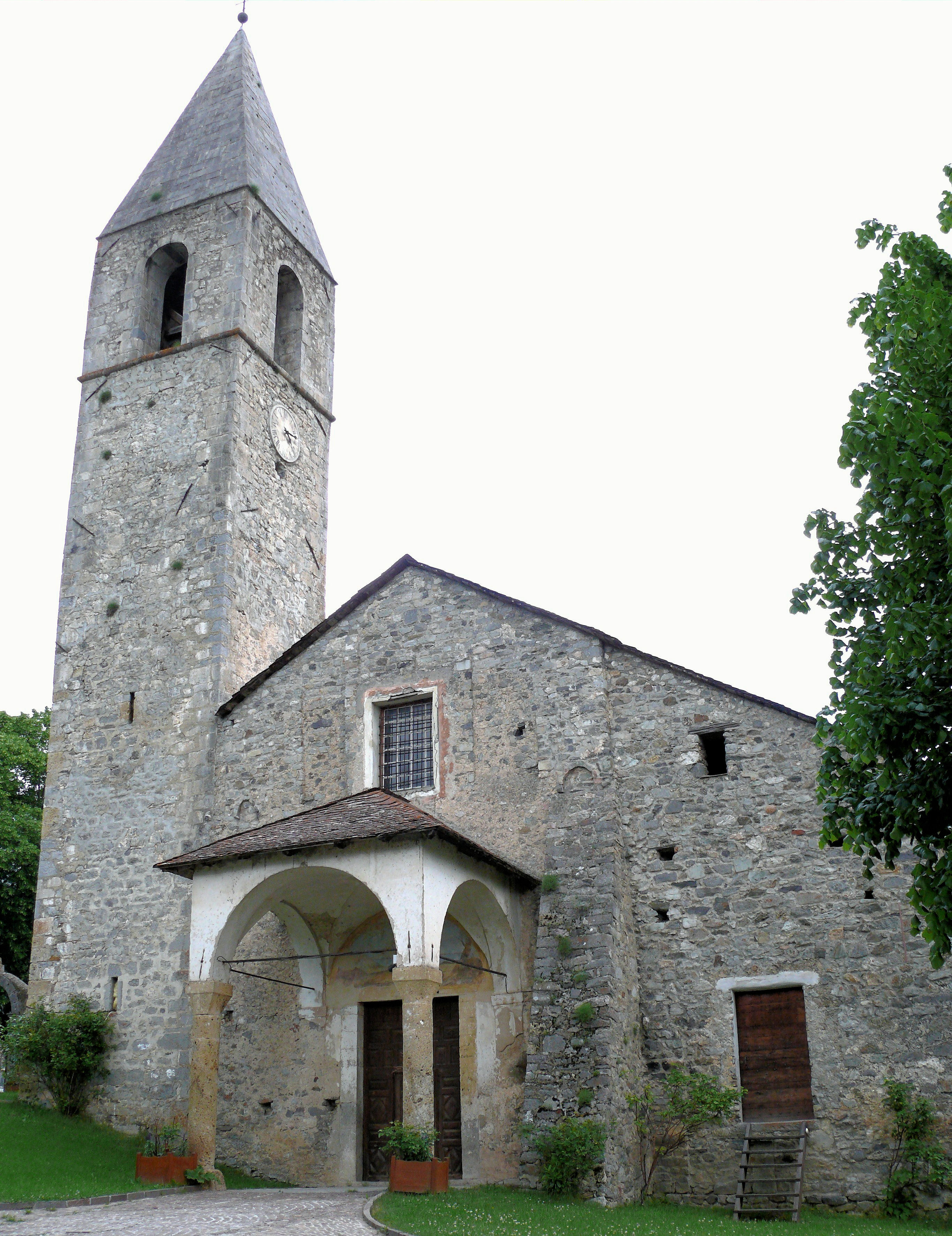
La façade de l'église
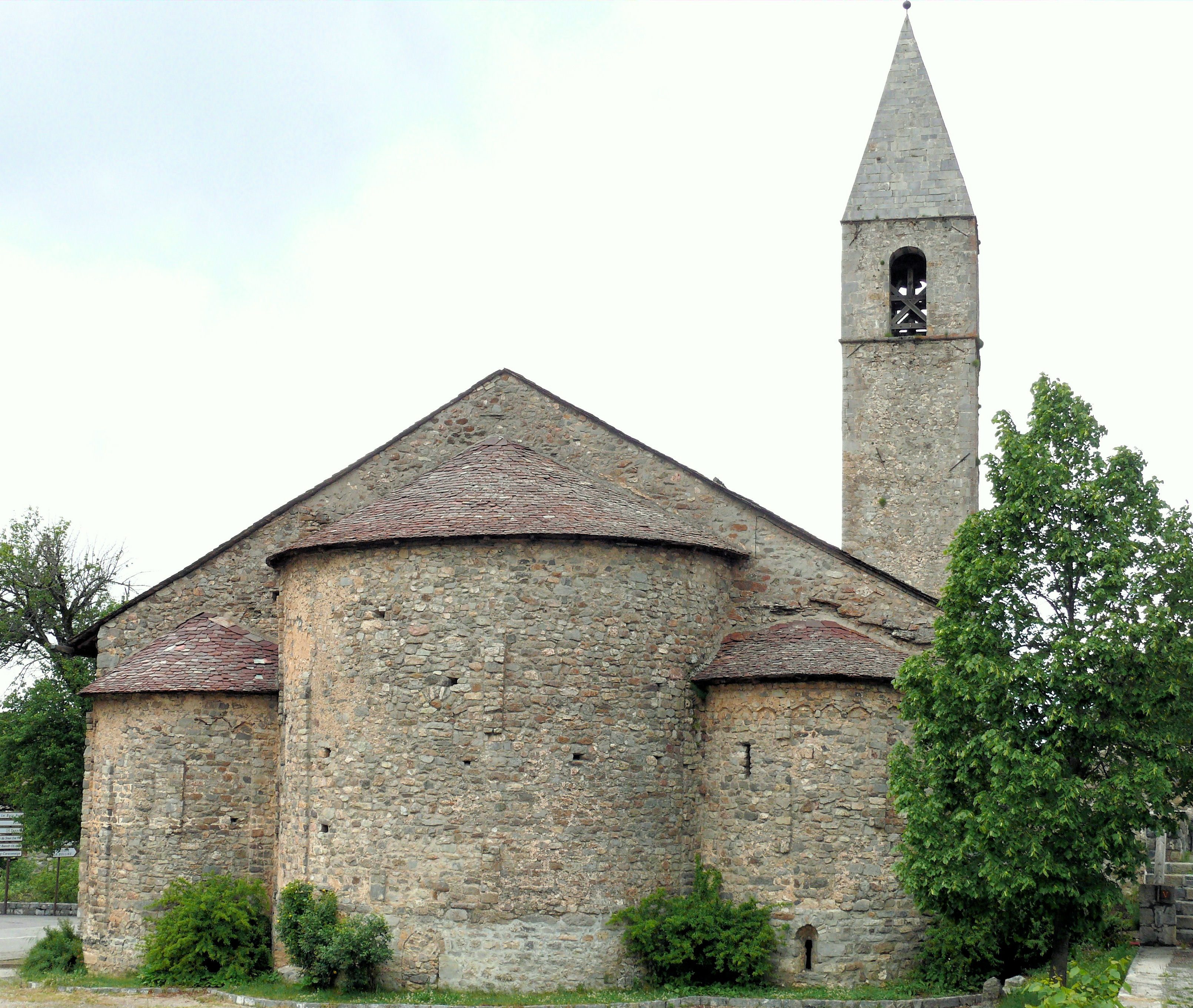
Le chevet
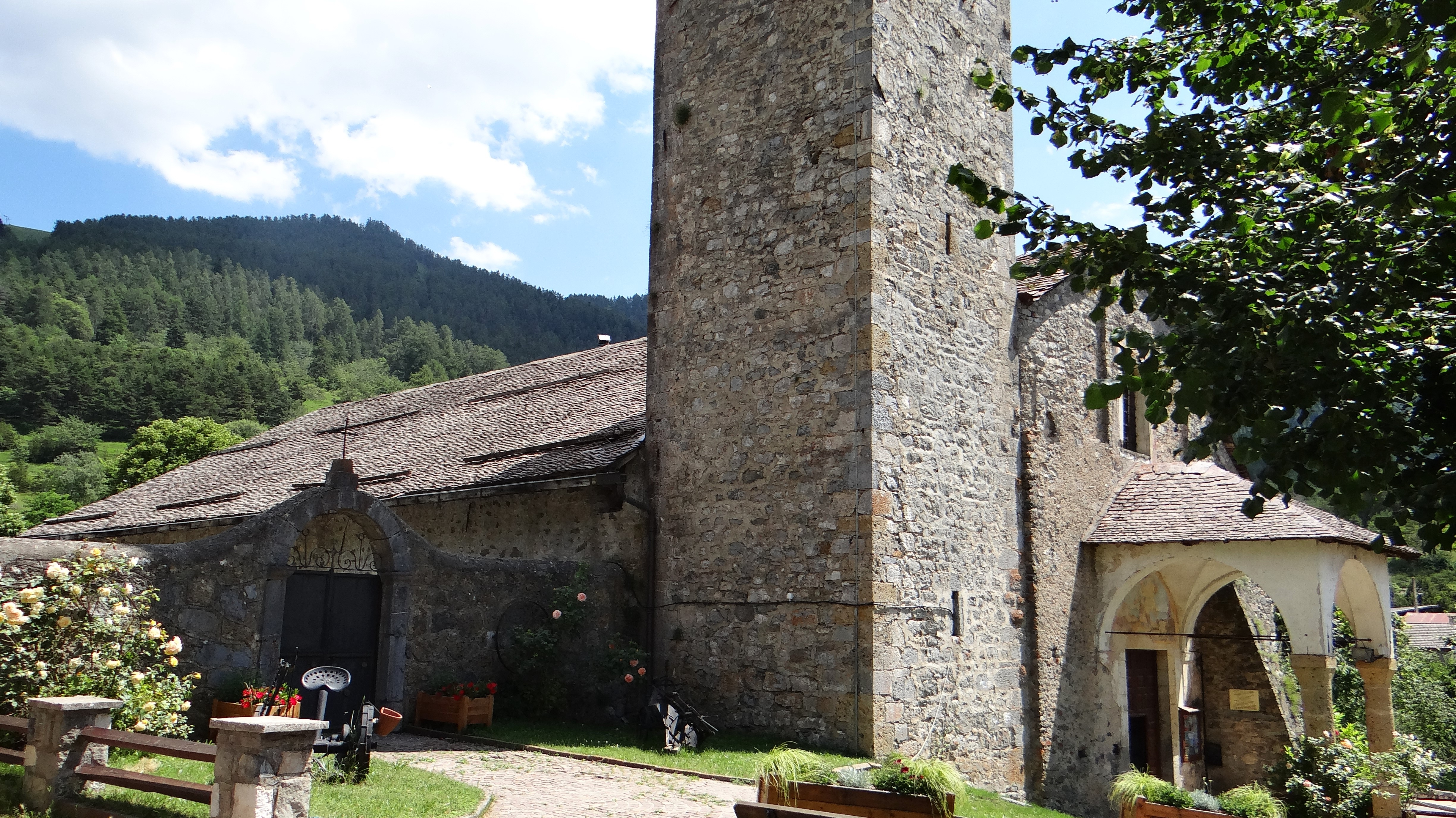
Façade et côté nord de l'église

## Historique
L'église est mentionnée en 1060. Elle est alors un ancien prieuré de l'abbaye San Dalmazzo da Pedona, située à Borgo San Dalmazzo, en Italie. L'église était alors dédiée à saint Dalmas.
Saint Dalmas fait probablement référence à Dalmace de Pavie, né dans une famille païenne, à Monza en Italie, qui se convertit au christianisme. Vers 235, il part avec son disciple Saturnin évangéliser les habitants des Alpes. D'après Marguerite Roques, il aurait été martyrisé vers 255 à Pedona, devenu Borgo San Dalmazzo, pendant les persécutions de Valérien. D'après le site des Archives de Nice Côte d'Azur, il aurait été tué par des brigands alors qu'il venait évangéliser la haute vallée de la Tinée en passant par le col de Fenestre. Ils l'auraient décapité au bord du Gesso. Il prit alors sa tête, traversa la rivière et mourut sur l'autre rive. Les brigands terrifiés auraient placé son corps sur un chariot tiré par deux génisses qui se seraient arrêtées à Pédona. Son corps est conservé dans la crypte de l'église. Il aurait choisi son disciple Bassus comme évêque de Cimiez. C'est l'évêque de Cimiez Valérien (455-462) qui a rédigé le récit des miracles de saint Dalmas.
À la fin du VIe siècle, Théodelinde de Bavière, veuve d'Authari, roi des Lombards, se remarie avec Agilulf, duc de Turin, qui devient roi d'Italie de 590 à 616. Elle le détermine à se convertir au catholicisme. Théodelinde demande au pape Grégoire le Grand de faire venir des Bénédictins à Pedona pour qu'ils y fondent une abbaye en l'honneur de saint Dalmas. L'abbaye est fondée vers 610 et 614. Elle possède le territoire entre les Alpes-Maritimes, la Stura et la Vermenagna. Elle a créé des filiales dans les vallées de la Tinée, de la Roya et de la Taggia. La situation change quand les Sarrasins dévastent les Alpes-Maritimes. Ils franchissent le col de Tende en 904. Les reliques de saint Dalmas sont transportés à Quargnento en 906. Les Sarrasins s'installent ) Pedona. Les chrétiens réagissent en 942 en les délogeant progressivement des Alpes. Après le dernier combat, en 985, les Bénédictins peuvent reconstruire l'abbaye et une petite cité peut se reconstruire autour. Les prieurés dépendant de l'abbaye sont progressivement relevés.
La première mention de l'église Saint-Dalmas de Valdeblore se trouve dans une donation « ad ecclesiam sancti Dalmacii » aux environs de 1060 faite par Rostaing et sa femme Adelaïde, seigneurs du Val, dont l'original a disparu mais dont il subsiste une copie. Le Valdeblore fait partie du diocèse de Nice. Le 15 mars 1067, les mêmes Rostaing, Adélaïde et leurs enfants restituent la dîme de Saint-Dalmas de Valdeblore et de plusieurs villages à l'église de Nice.
Dans une bulle du 12 décembre 1246, le pape Innocent IV confirme la possession de Saint-Dalmas à l'abbaye de Pedona.
Des découvertes archéologiques ont permis de dégager, dans les absidioles et la nef, des vestiges de peintures murales semblant dater du XIIe siècle,.

## Protection
L'édifice est classé au titre des monuments historiques en 1943.
Les cloches sont classées monuments historiques au titre des objets mobiliers.
- Deux cloches : l'une de 1452 et l'autre de 1500[7], classées le 02 mai 1910.
- La cloche Salvatore Mundi est de 1764[8] classée le 24 juillet 1989.

## Architecture
L'église est un témoin du premier art roman lombard. Elle a adopté un plan basilical. Aucun document ne permet de préciser sa date de construction. C'est le rapprochement avec d'autres églises de plan identique qui permet de placer sa construction. Jacques Thirion place sa construction dans le deuxième tiers du XIe siècle en comparant les piliers à colonnes engagées de la basilique Santa Maria Maggiore de Lomello construite entre 1025 et 1040 ou l'église de San Paragorio de Noli construite vers 1020. Ce type d'architecture unique en France, existe encore en Italie, à la basilique Saint-Michel d'Oleggio, Noli, ...
La nef de l'église comprend le vaisseau central flanqué de deux collatéraux de sept travées. Chaque vaisseau était couvert par une charpente apparente comme le montre la faible épaisseur des murs. Cette charpente est à deux pentes au-dessus du vaisseau central, à un niveau supérieur à celui des voûtes actuelles pour permettre un éclairage de l'église par des petites fenêtres dont subsistent les traces dans les combles côté sud. Les collatéraux étaient couverts par une toiture en appentis prenant appui au-dessous des fenêtres. Cette charpente a été lambrissée au XVe siècle. Elle se termine par trois chœurs surélevés placés au-dessus des trois cryptes souterraines. La façade des trois cryptes est haute de 2 m. Quatre portes permettent un accès direct aux cryptes à partir des nefs. La crypte centrale a été construite en même temps que l'église. Les deux cryptes latérales ont dû être construite quand le culte des reliques s'est développé entre 1100 et 1150 lorsque le prieuré reçoit la relique insigne de la Sainte Croix. L'église a alors pris le nom « d’église dédiée à l’Invention de la Sainte Croix ».
Des séismes se sont produits en 1494, 1556 et 1564 ont fragilisé la structure de l'édifice et provoqué des glissements de terrain. On suppose qu'un séisme a provoqué une coulée de terre qui a comblé partiellement la crypte nord et une partie de l'église. La crypte est alors transformé en ossuaire. Les éboulements ont entraîné un rehaussement du terrain autour de l'église nécessitant le percement d'une nouvelle porte dans la façade occidentale et la réalisation d'un escalier de quatre marches pour descendre jusqu'au niveau de l'intérieur de l'église. Le culte des reliques étant tombé en désuétude au XVIIIe siècle, la nef est remblayée sur environ 1,50 m de hauteur pour mettre le sol de la nef à un niveau permettant un accès direct au chœur. La crypte centrale n'est plus accessible que par la crypte sud. Le clocher s'est effondré lors du séisme de 1564. Il a été reconstruit en 1569 dans la première travée du collatéral nord.
En 1644, un nouveau séisme entraîne des dégâts importants sur le mur gouttereau nord et la façade. Des voûtes d'arêtes en moellonnage maintenues par des tirants de fer sont établies en 1738. Les toitures des bas-côtés sont mises à peu près dans le prolongement de la toiture du vaisseau central. Le poids supérieur des voûtes a nécessité la réalisation des contreforts à l'extérieur. Le clocher est restauré en 1740.
Des fouilles faites depuis 1978 ont permis de dégager la crypte située dans le prolongement du collatéral nord. À la suite de la décision de la Commission supérieure des monuments historiques, le sol de l'église a été réhabilité dans son niveau initial, les accès aux cryptes sont restitués et la crypte nord est reconstituée. Les travaux de restauration ont été faits sous la direction de Jean-Claude Yarmola (1933-1998), architecte en chef des Monuments historiques.

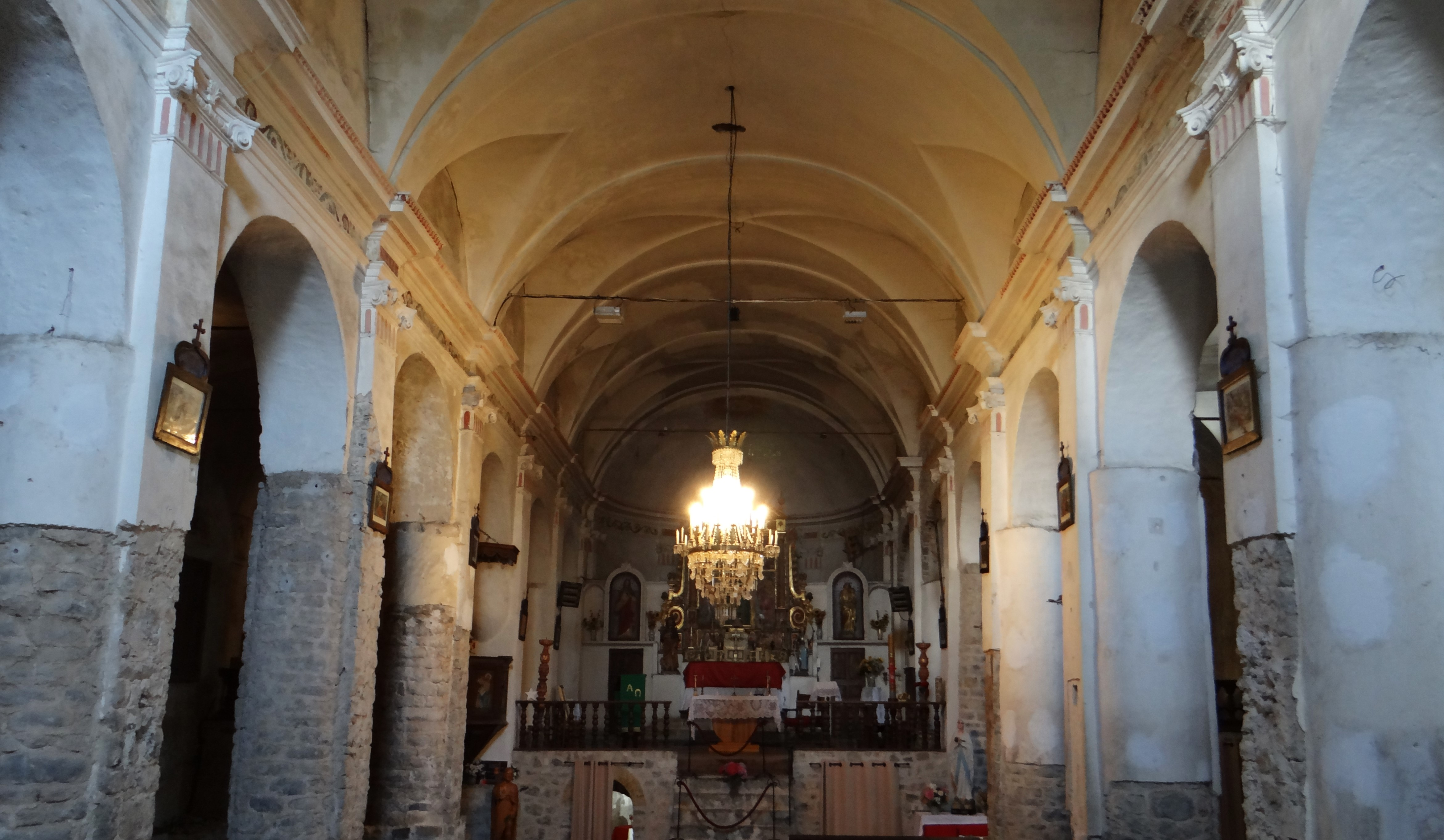
Le vaisseau central
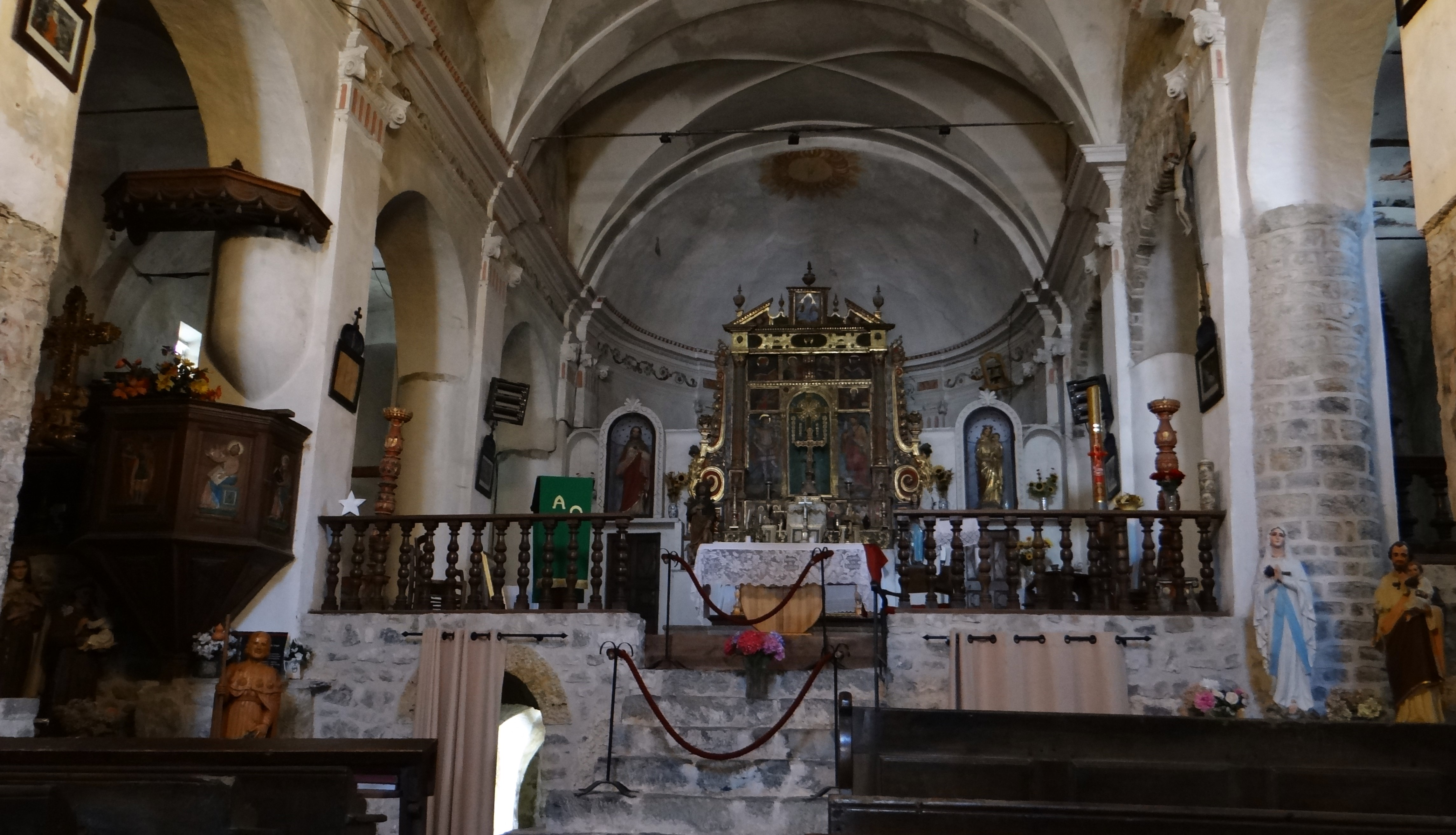
Le chœur au-dessus de la crypte centrale
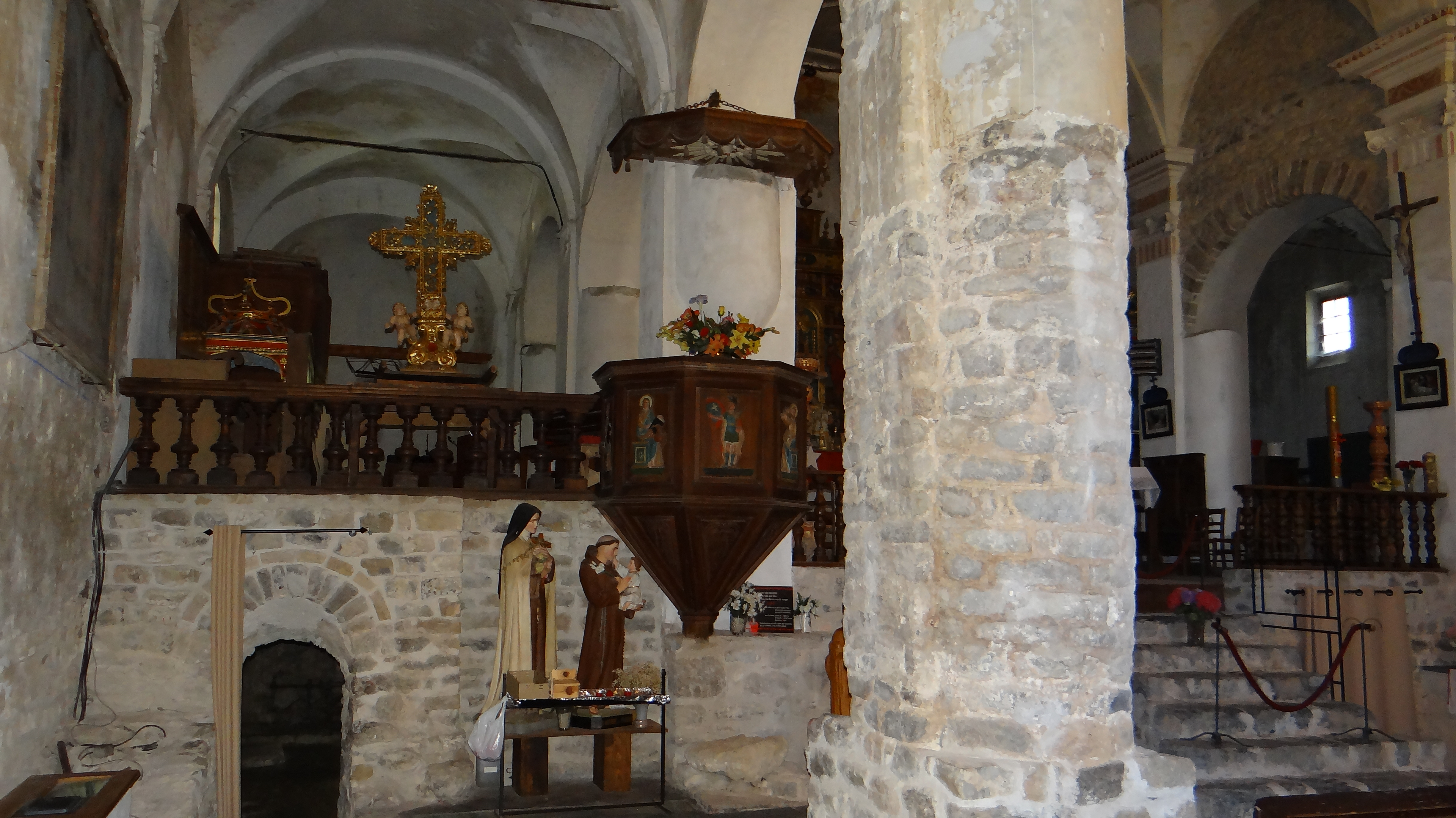
L'absidiole nord et entrée dans la partie de la crypte située sous cette absidiole
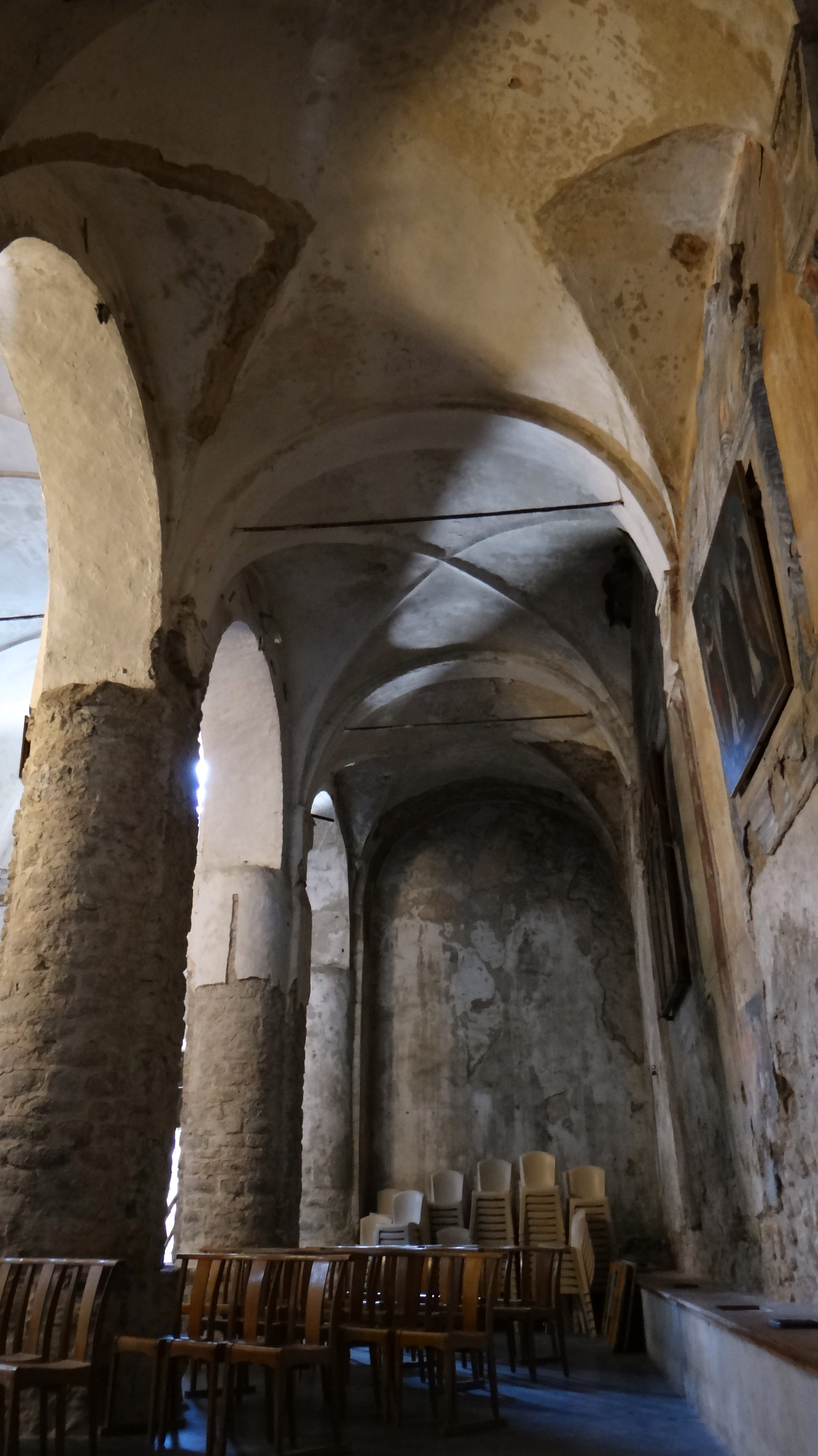
Le collatéral nord
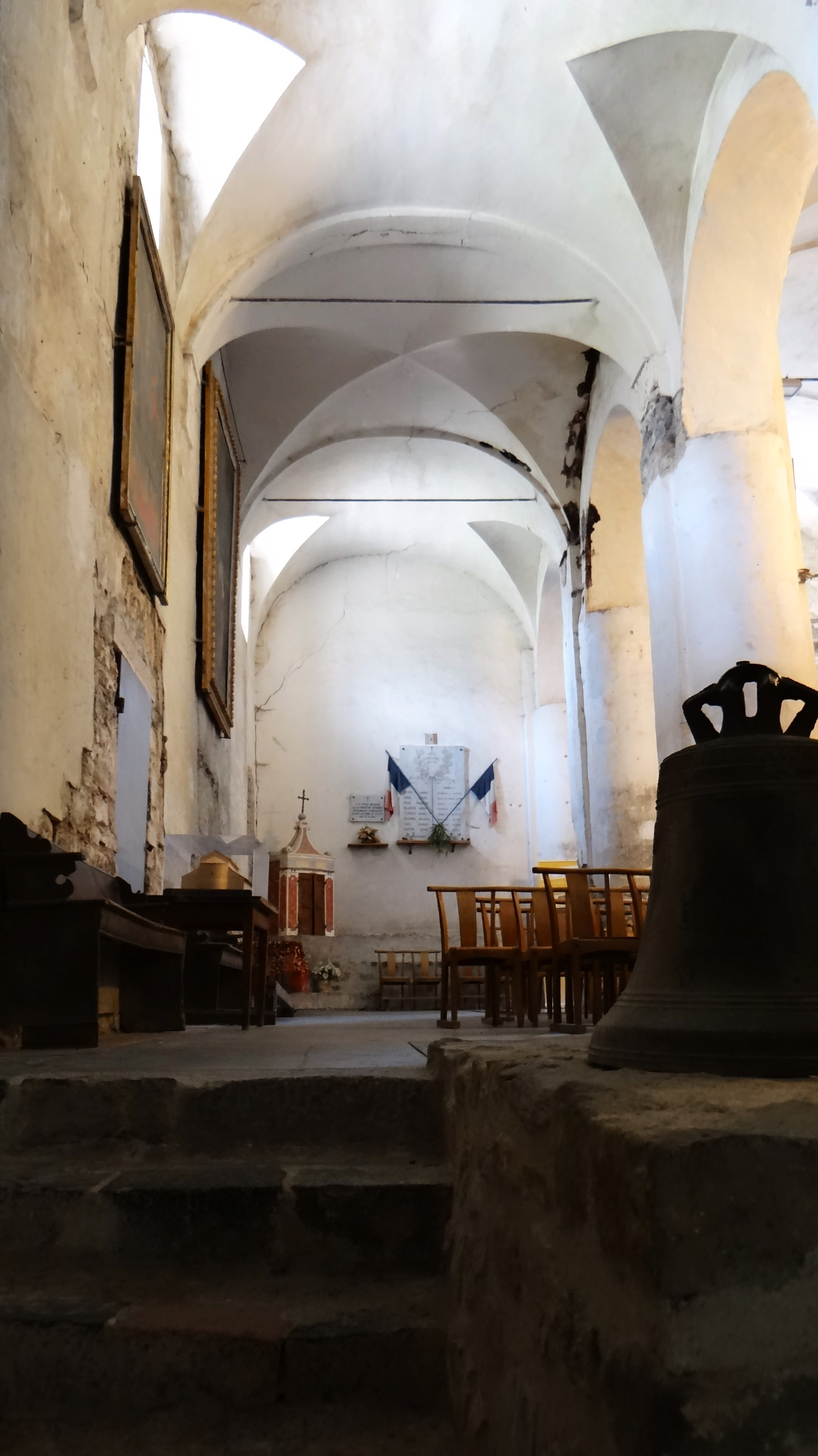
Le collatéral sud et une des deux cloches exposées

### Cryptes

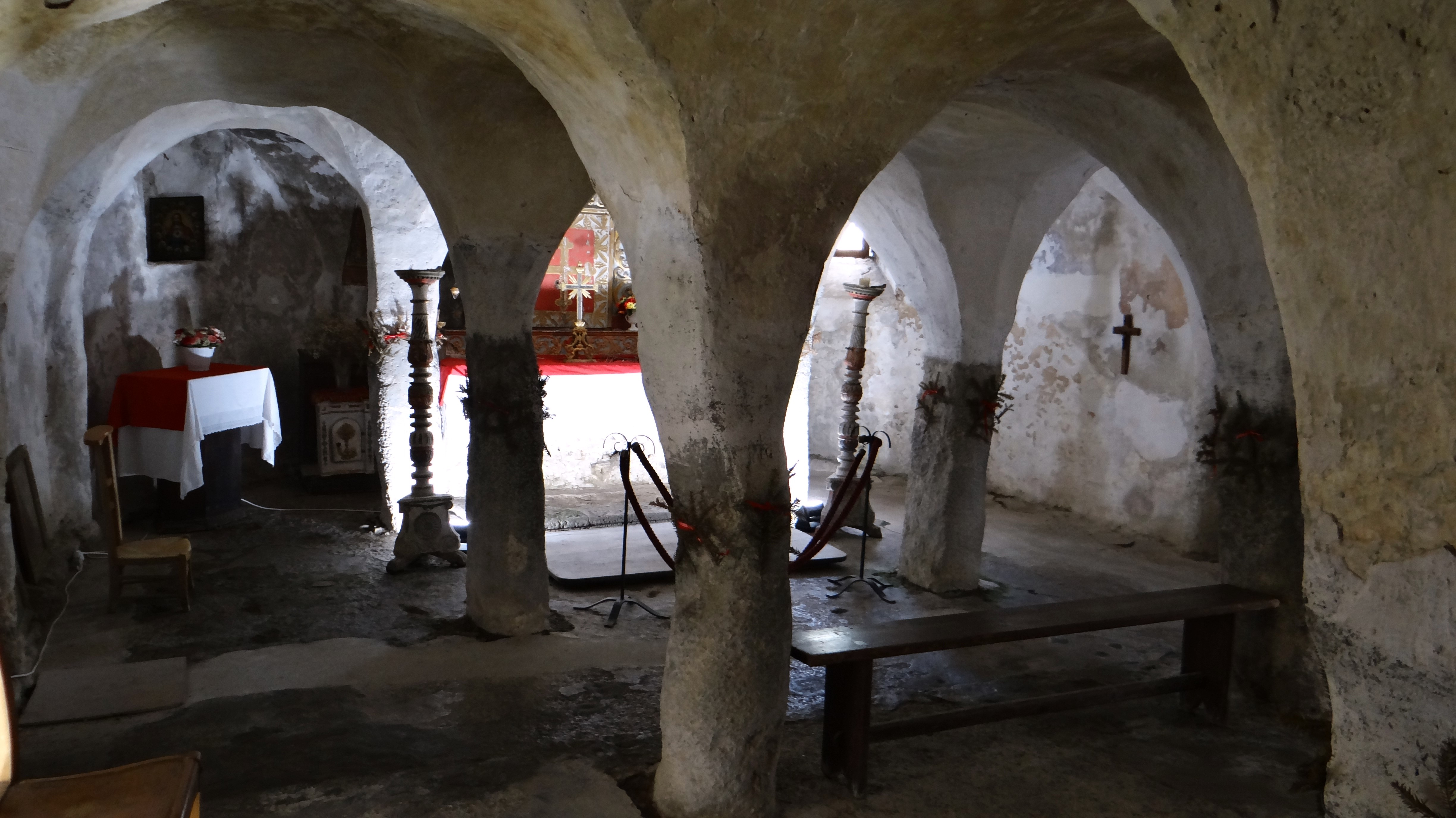
Crypte centrale
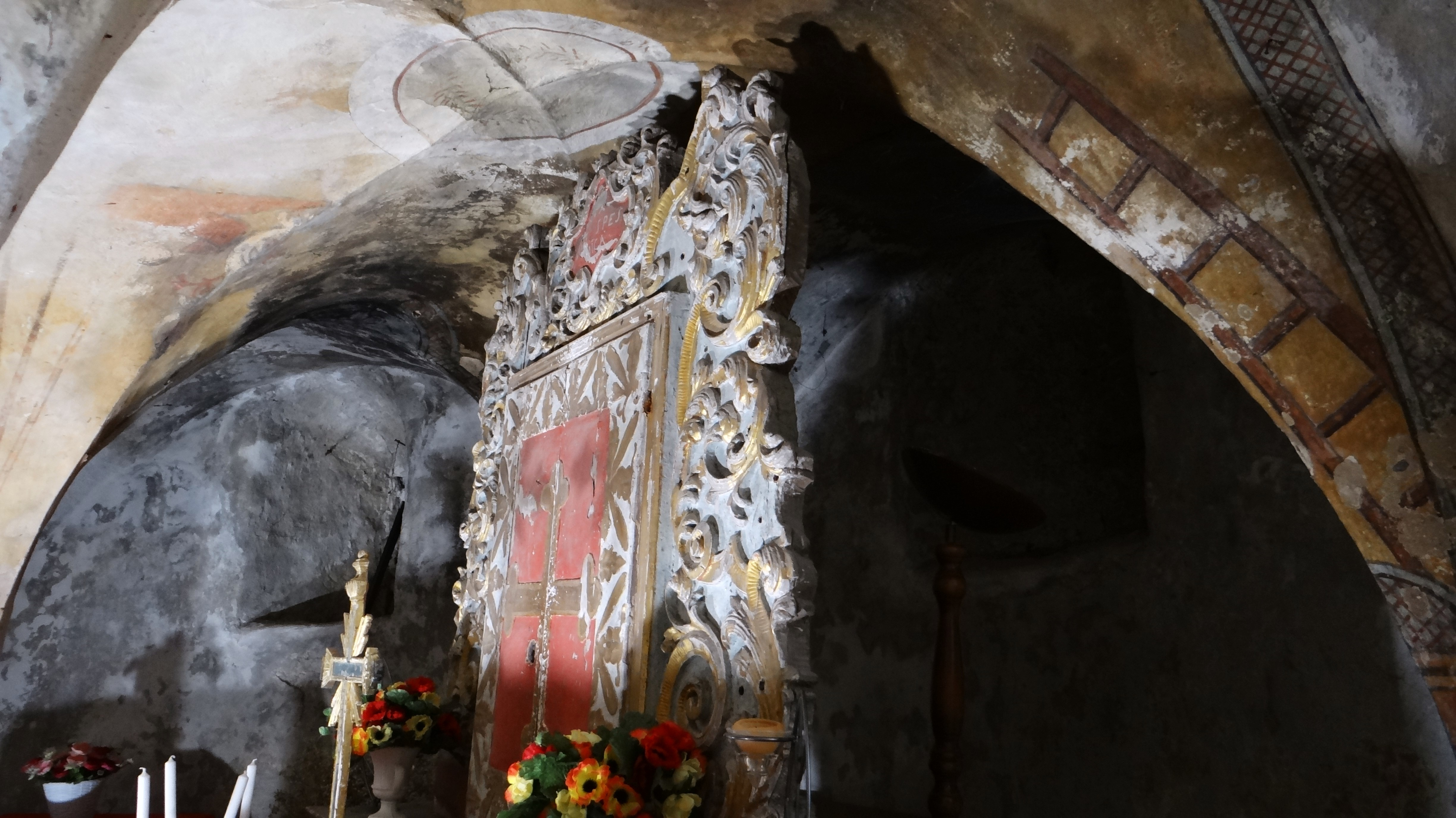
Crypte centrale, retable de l'autel de la Sainte Croix  et peintures murales
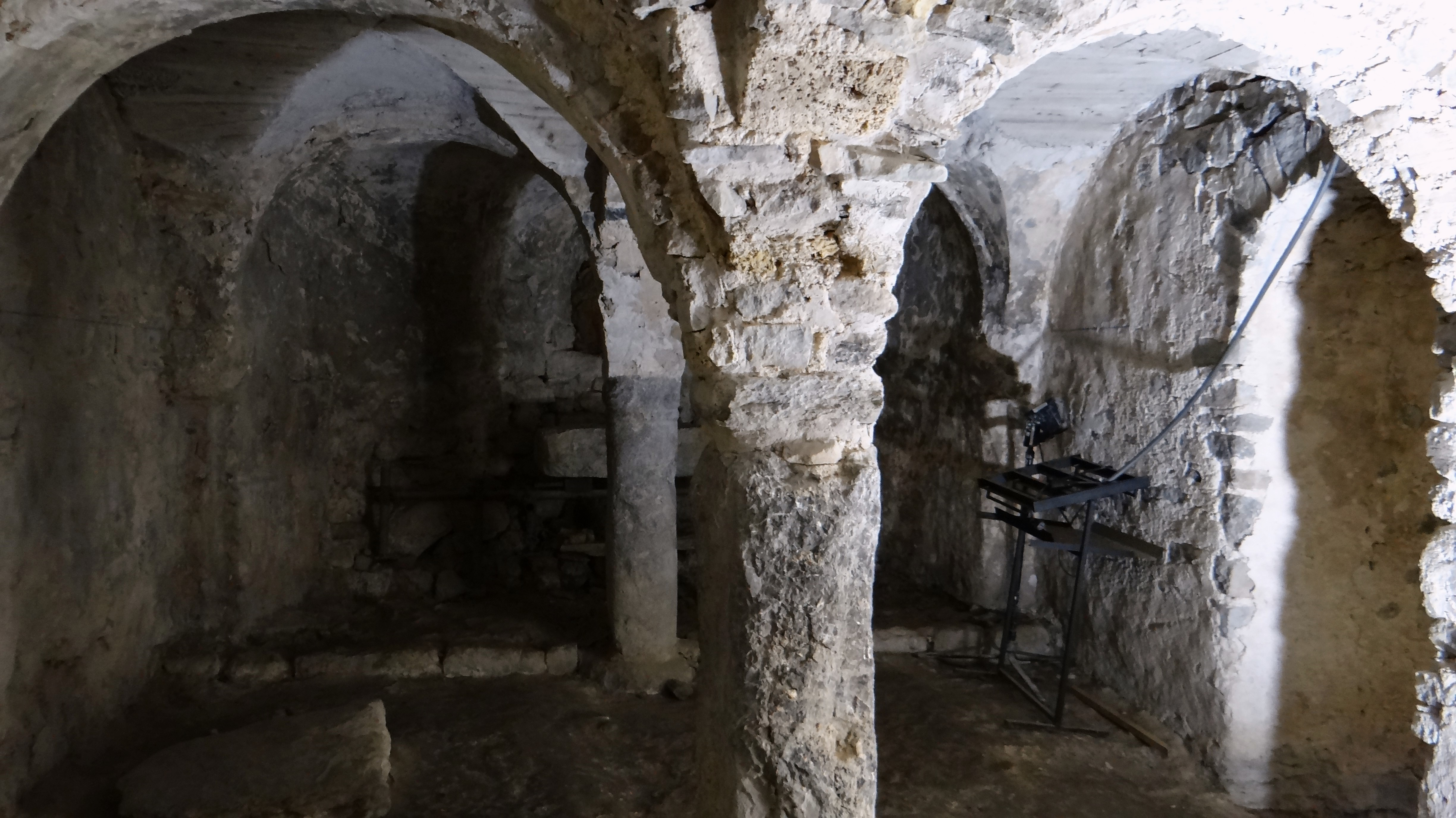
Crypte nord
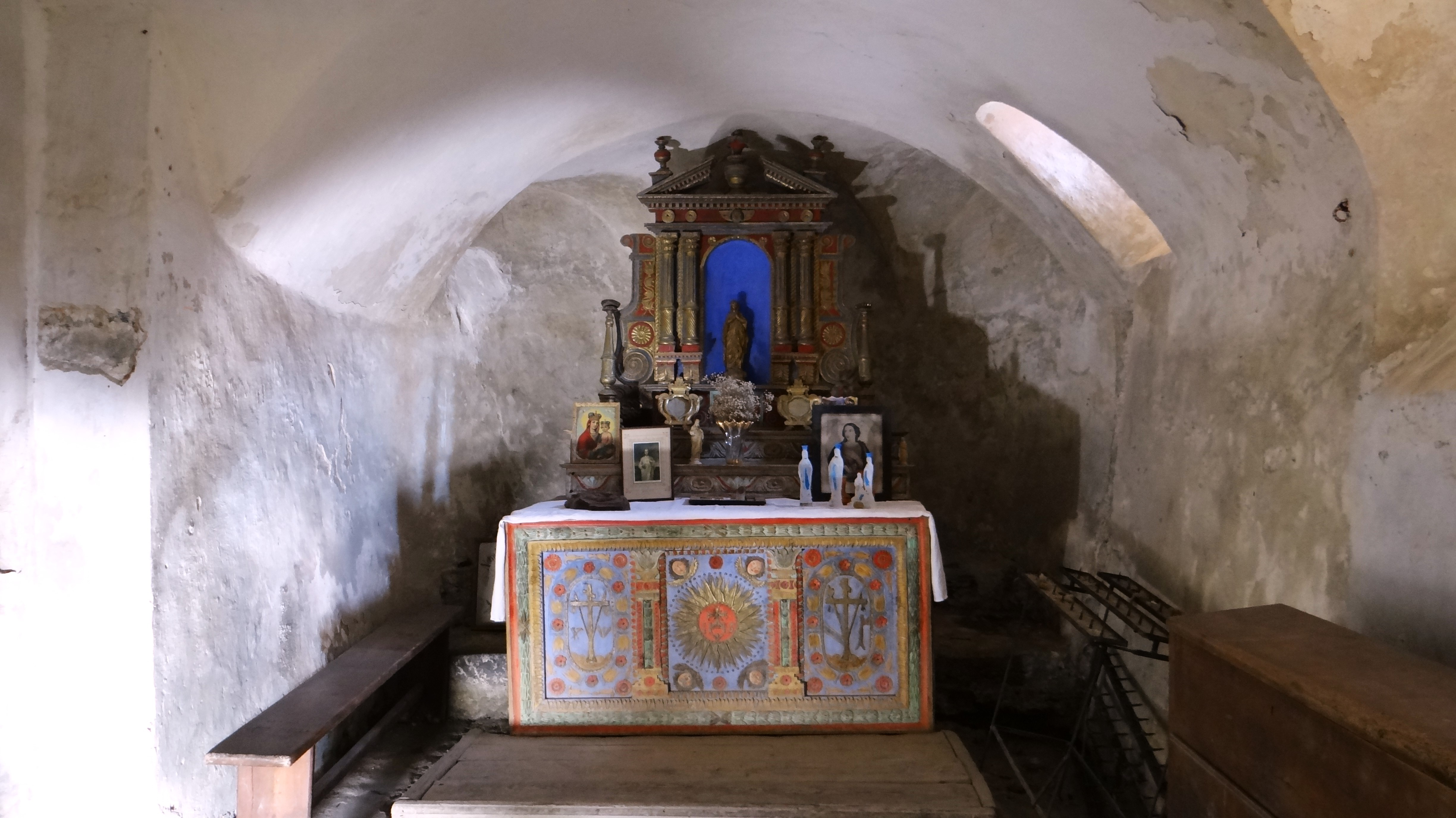
Crypte sud et autel avec les instruments de la Passion, réalisé en 1683

## Mobilier

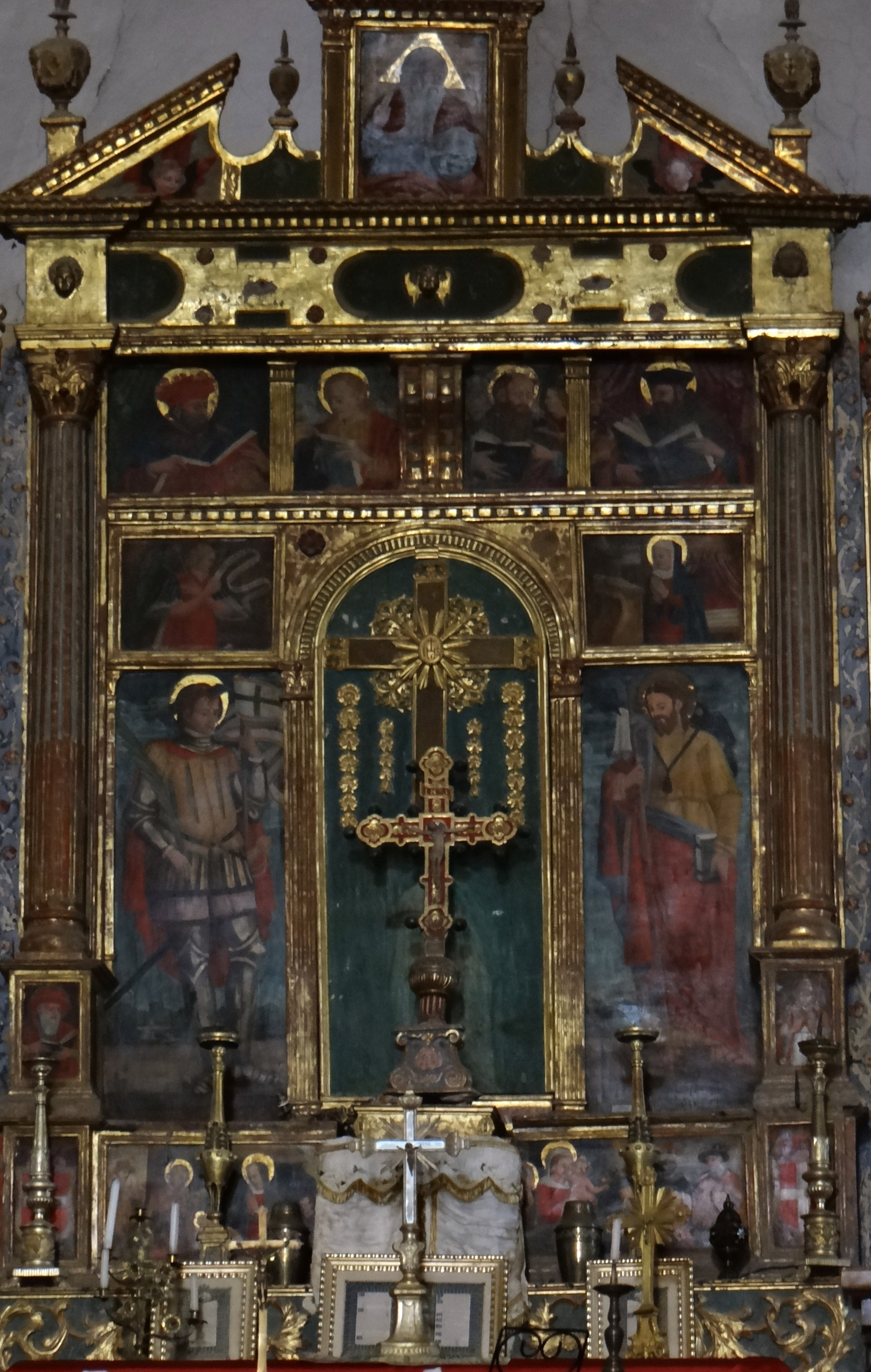
Polyptyque de la Santa Crous du maître autel dans le chœur réalisé par Guillaume Planeta, daté de 1584, représentant saint Dalmas, saint Roch et les évangélistes
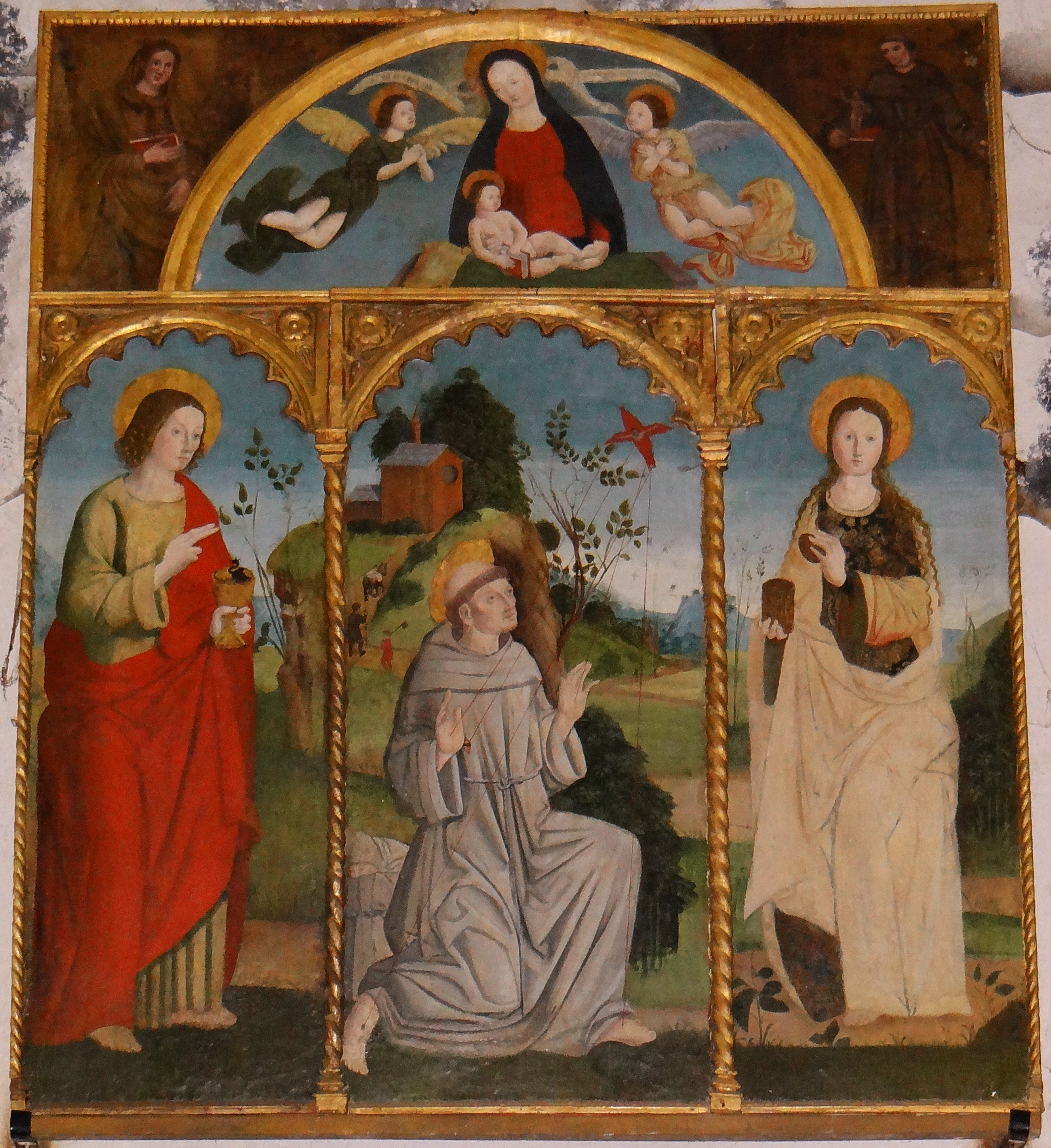
Retable des stigmates de saint François anciennement attribué à Andrea de Cella, en 1520
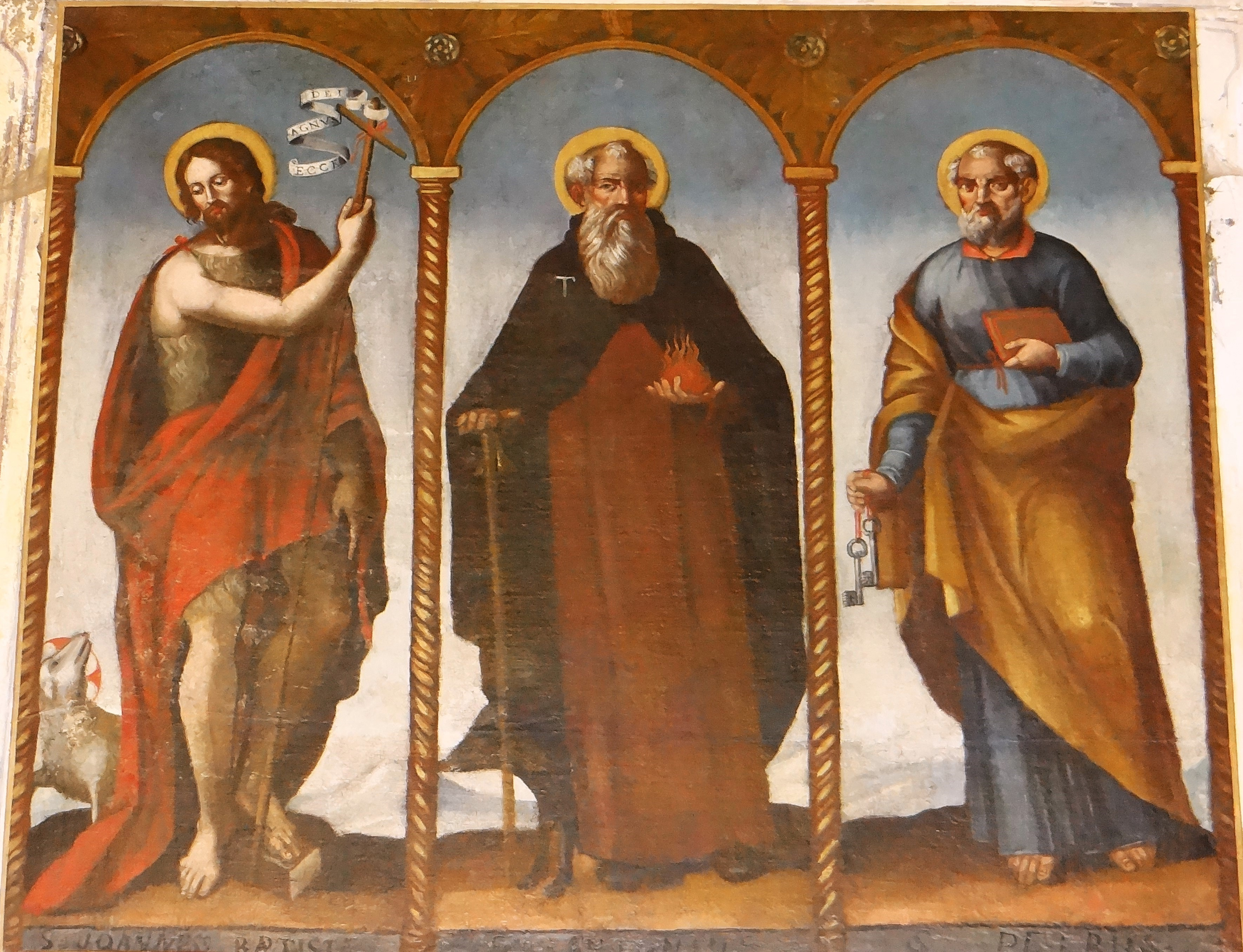
Tableau de la fin du XVIe siècle représentant, à gauche, saint Jean-Baptiste, au centre, saint Antoine, à droite, saint Pierre
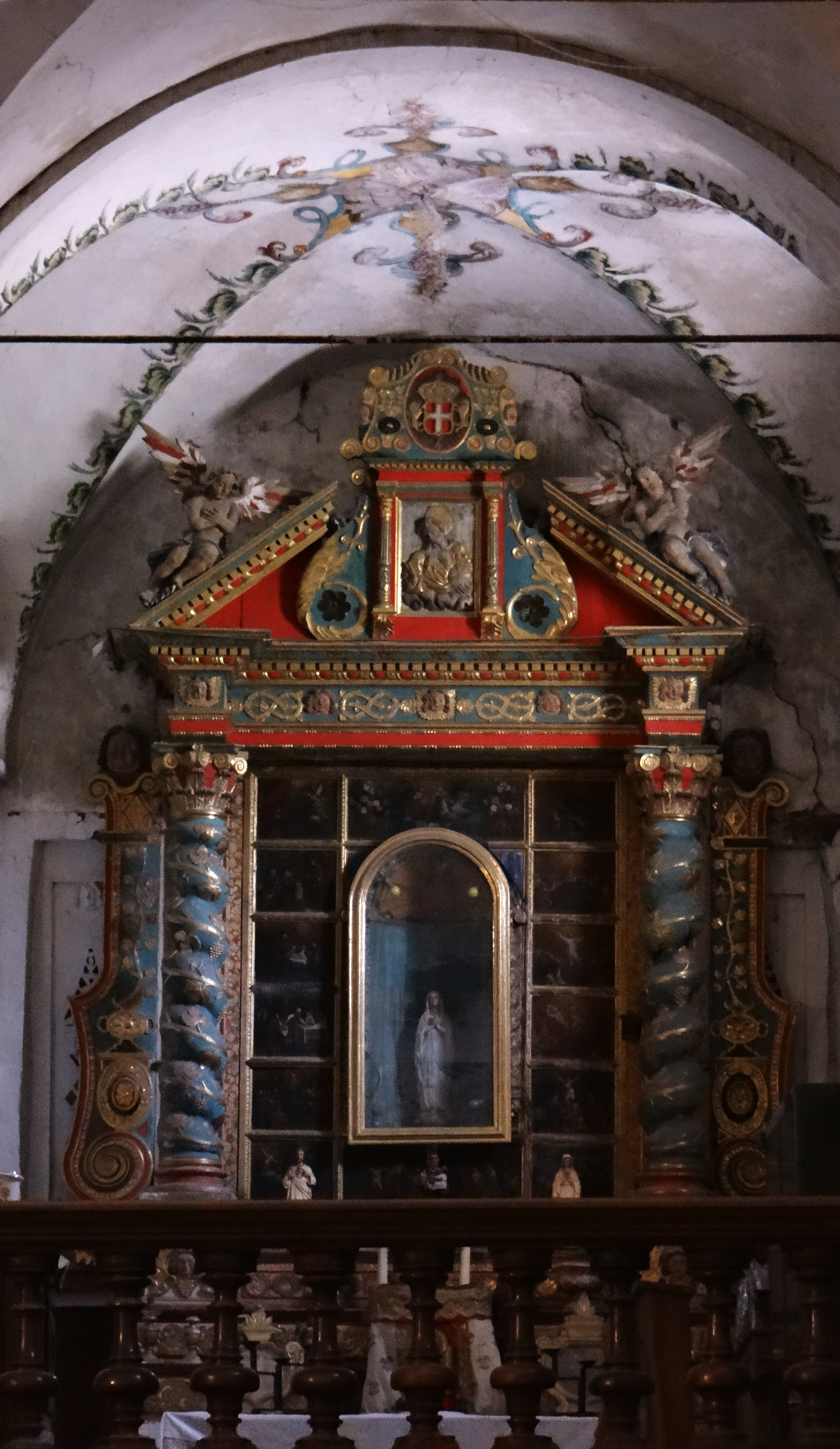
Retable du Rosaire du XVIIe siècle (des fresques, les plus anciennes du département, se trouvent derrière ce retable)
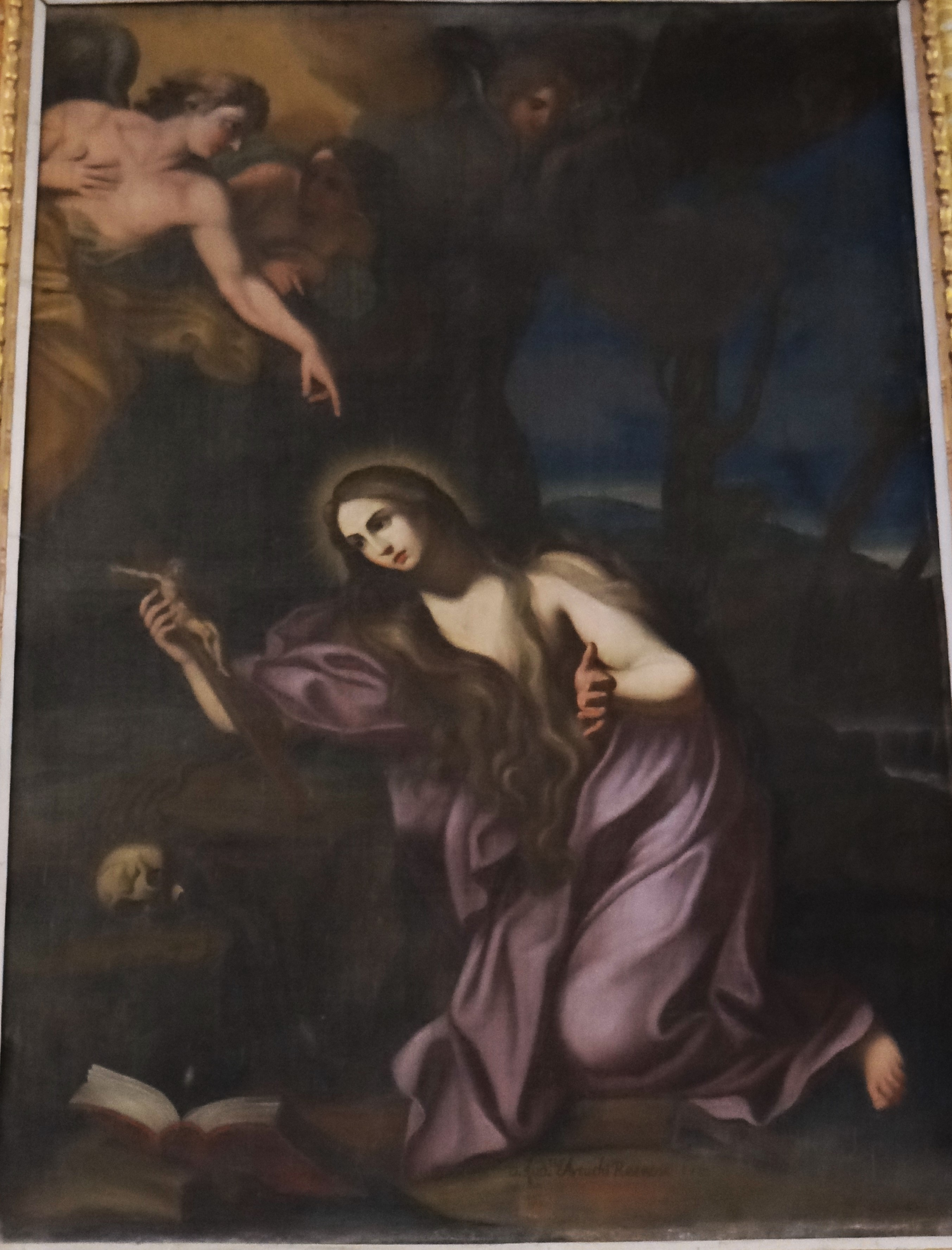
Tableau représentant Sainte Marie-Madeleine en pénitence à la Sainte-Baume.
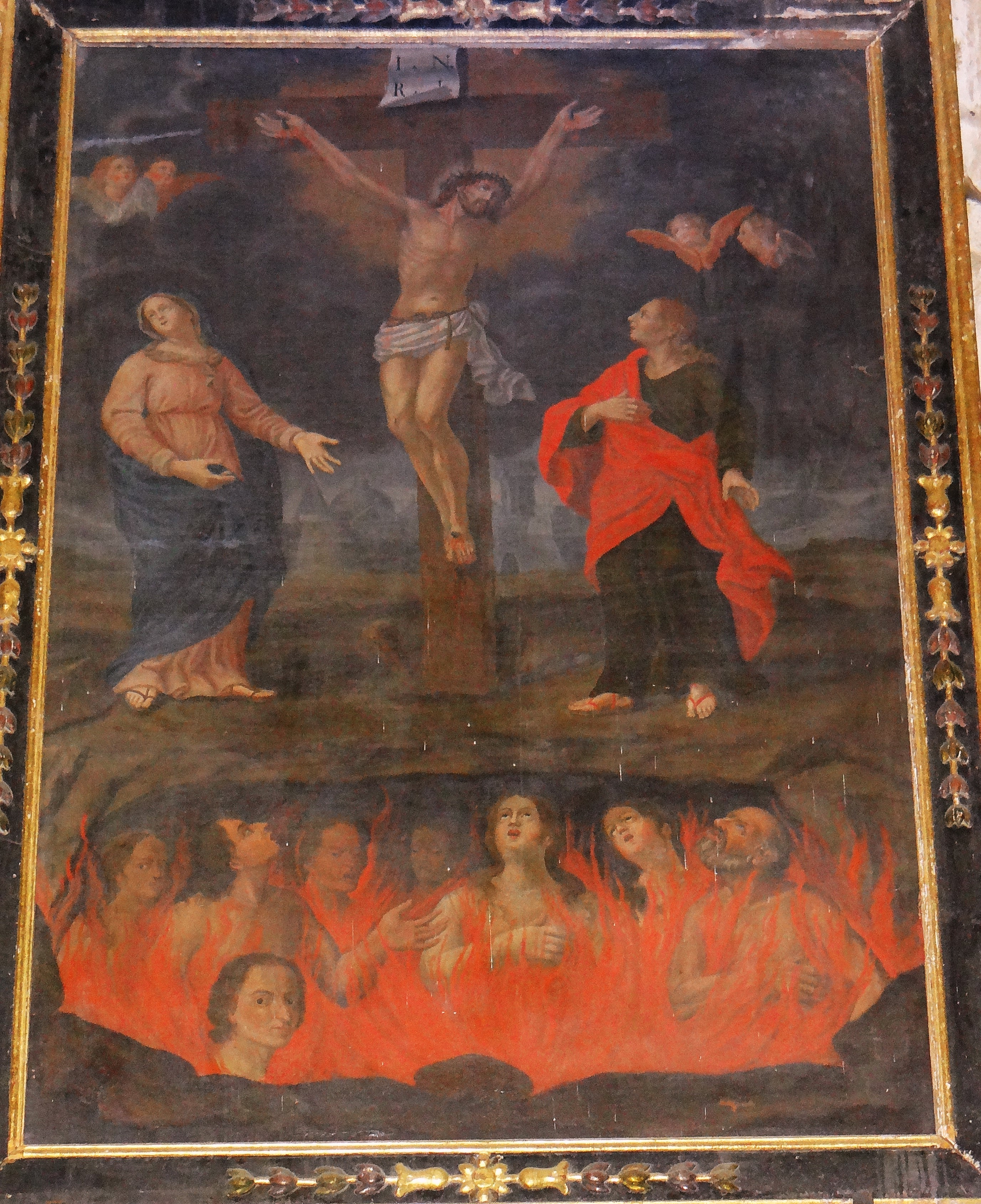
Tableau représentant la Crucifixion avec les âmes du Purgatoire